# Błękit indantrenowy RS
Błękit indantrenowy RS (E130) – organiczny związek chemiczny, syntetyczny barwnik zawierający w cząsteczce dwie reszty antrachinonowe połączone dwoma mostkami aminowymi. Występuje w postaci niebieskich igieł o metalicznym połysku. Nie znajduje się na liście dodatków do żywności dozwolonych w Polsce.